# Payer Hütte
Payer Hütte, lub Julius Payer Hütte (wł. Rifugio Payer) – położone na wysokości 3029 m n.p.m. schronisko górskie na północnej grani Ortleru zwanej Tabarettagrat w Alpach Retyckich. Schronisko to jest punktem wyjścia normalnej drogi wejściowej na Ortler – najwyższy szczyt Tyrolu.

## Historia schroniska
Na początku lat siedemdziesiątych XIX wieku sekcja praska Deutscher und Österreichischer Alpenverein postanowiła zbudować małe schronisko na grani Tabarettagrat służące jako punkt wyjściowy dla alpinistów udających się tą granią na trudno dostępny wierzchołek Ortleru – wówczas najwyższego szczytu Monarchii Austro-Węgierskiej. W wyniku prac kierowanych przez architekta Georga Pichlera Gomagoi powstał niewielki budynek z dwoma pomieszczeniami, w których mogło przenocować 30 osób. Uroczystość otwarcia nastąpiła w dniach 5 – 8 września 1875. Schronisko nazwane zostało imieniem Juliusa Payera, austriackiego oficera, alpinisty i polarnika, który prowadził prace kartograficzne w Masywie Ortleru w latach 1865–1868.
W związku ze wzrostem ruchu alpinistycznego w latach 1885 oraz 1893–1894 dokonywano rozbudowy budynku. W następnym roku liczba osób odwiedzających schronisko przekroczyła tysiąc. Dla zdecydowanej większości z nich pięknie położone schronisko ze wspaniałym widokiem na Ortler stanowiło główny cel wycieczki. Wejścia na trudno dostępny szczyt pozostawało w zasięgu jedynie doświadczonych alpinistów.
W latach 1908–1909 schronisko zostało radykalnie przebudowane, a właściwie niemal zbudowane od podstaw. Powstał wówczas duży, trzykondygnacyjny budynek z 21 pokojami, kuchnią, jadalnia, kawiarnią, pomieszczeniami zaplecza oraz poddaszem przeznaczonym na sypialnię. W czasie I wojny światowej schronisko odegrało kluczową rolę jako punkt zaopatrzeniowy oraz punkt oparcia dla żołnierzy transportujących zaopatrzenie dla austriackich Strzelców Alpejskich walczących na linii frontu przechodzącej w pobliżu wierzchołka Ortleru z włoskimi Alpini. Dzięki temu – mimo znacznej przewagi i wielokrotnych natarć – Włochom nie udało się przełamać twardej austriackiej obrony.
W wyniku traktatu w Saint Germain po I wojnie światowej Masyw Ortleru wraz z całym Południowym Tyrolem znalazł się w granicach Włoch. Schronisko zostało wówczas skonfiskowane przez władze włoskie w ramach procesu italianizacji Południowego Tyrolu, a następnie przekazane Club Alpino Italiano. W roku 1936 do schroniska doprowadzono linę telefoniczną. W roku 1947 starsza część schroniska spłonęła, prawdopodobnie wskutek uderzenia pioruna.
W 1949 roku w związku z kurczeniem się lodowca dla schroniska zbudowano specjalny zbiornik wodny.
W latach 1993 i 1995 przeprowadzono staranne prace remontowe. Starano się przy tym, aby budynek zachował swoją oryginalną formę z roku 1909.
W ramach prowadzonych rewindykacji w 1999 roku schronisko stało się własnością obejmującej Południowy Tyrol Prowincji Autonomicznej Bozen. Planowane jest przekazanie schroniska pod administrację konsorcjum złożonego z przedstawicieli zarządu prowincji, Club Alpino Italiano (CAI) oraz Alpenverein Südtirol (AVS). W tej sprawie trwają obecnie rozmowy między przedstawicielami CAI oraz AVS.

## Turystyka i alpinizm

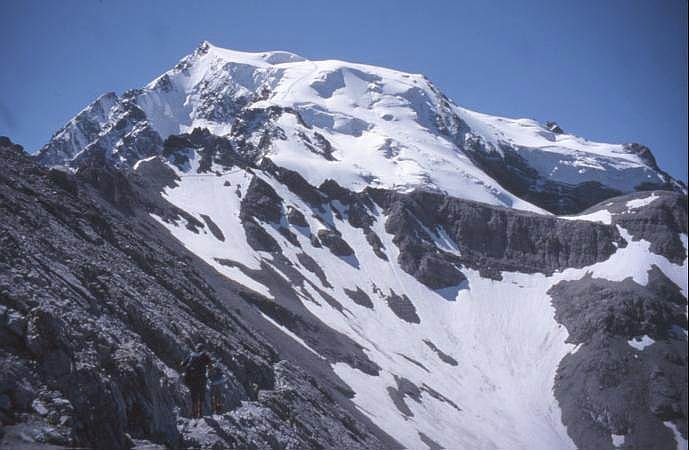
Widok z Tabarettagrat na szczyt Ortleru.

Schronisko jest otwarte od początku lipca do połowy września. Posiada około 60 miejsc noclegowych. Tel. (473) 613010.
Najdogodniejszym punktem wyjściowym do schroniska jest niewielka dawniej miejscowość Innersulden, rozwijająca się obecnie w ważny ośrodek turystyki i sportów zimowych. Dojście do schroniska dogodną ścieżką zajmuje 3:30 – 4 h. Dojście można skrócić korzystając z wyciągu krzesełkowego K2 i zajmuje ono wówczas 2:00 – 2:30 h. Około 40 min drogi poniżej Payer Hütte znajduje się schronisko Tabaretta Hütte.
Dojście do schroniska ścieżką prowadzącą z miejscowości Trafoi położonej przy szosie na przełęcz Stelvio wymaga nieco więcej wysiłku i zajmuje 4:00 – 5:00 h.
Schronisko Payer Hütte jest punktem wyjściowym najłatwiejszej drogi (tzw. drogi normalnej) na Ortler, widocznej po powiększeniu fotografii zamieszczonej obok. Wejście na szczyt zajmuje 4 – 5 godzin, zejście – około 3 godzin. Nie jest to jednak trasa dla zwykłych turystów. Jest to droga alpinistyczna o trudnościach ogólnych PD+, wymagająca wspinaczki w skale do III stopnia trudności oraz pokonywania stromych pól śnieżnych o nachyleniu 40 stopni, z licznymi szczelinami. Wymagany sprzęt: lina, czekan, raki, uprząż, karabinki. W partiach skalnych przejście ułatwiają nieliczne łańcuchy. Trasa nie jest zbyt bezpieczna; zanotowano na niej szereg wypadków (m.in. zginął tutaj ambasador Japonii).

## Mapy
- Kompas Wanderkarte Vinschgau 1:50 000 Nr. 52
- Tabacco Ortlergebiet 1:25 000 Nr. 08